# Oakhurst (New Jersey)
Oakhurst – jednostka osadnicza w Stanach Zjednoczonych, w stanie New Jersey, w hrabstwie Monmouth, nad oceanem Atlantyckim.